# Lão Biên
Lão Biên (chữ Hán giản thể: 老边区, âm Hán Việt: Lão Biên khu) là một quận của địa cấp thị Dinh Khẩu, tỉnh Liêu Ninh, Cộng hòa Nhân dân Trung Hoa. Quận Lão Biên có diện tích 305 km², dân số năm 2001 là 130.000 người. Quận này được chia thành 2 nhai đạo và 4 trấn.
- Nhai đạo: Lão Biên, Thành Đông
- Lộ Nam, Liễu Thụ, Lão Biên, Nhị Đạo Câu.